# Ensjön, Uppland
Ensjön är en sjö i Tierps kommun i Uppland och ingår i Forsmarksåns huvudavrinningsområde. Sjön är 1,4 meter djup, har en yta på 0,357 kvadratkilometer och är belägen 27 meter över havet. Sjön avvattnas av vattendraget Forsmarksån (Nybroån). Vid provfiske har bland annat abborre, björkna, braxen och gers fångats i sjön.

## Delavrinningsområde
Ensjön ingår i det delavrinningsområde (669943-161272) som SMHI kallar för Utloppet av Ensjön. Medelhöjden är 28 meter över havet och ytan är 1,9 kvadratkilometer. Räknas de 7 avrinningsområdena uppströms in blir den ackumulerade arean 121,92 kvadratkilometer. Avrinningsområdets utflöde Forsmarksån (Nybroån) mynnar i havet. Avrinningsområdet består mestadels av skog (54 procent) och sankmarker (28 procent). Avrinningsområdet har 0,36 kvadratkilometer vattenytor vilket ger det en sjöprocent på 18,8 procent.

## Fisk
Vid provfiske har följande fisk fångats i sjön:
- Abborre
- Björkna
- Braxen
- Gärs
- Mört
- Sarv